# Aojd
Aojd oziroma aojdi so bili predhodniki rapsodov. V stari Grčiji so imeli vlogo recitatorjev pesmi. Aojd je recitiral pesmi, ki jih je slišal, in dodajal še druge, ki jih je zložil sam. Ponavljal je stare zgodbe, ki so jih zahtevali poslušalci, in prepeval nove. 

## Njihovo življenje
O njihovem življenju nam je nekaj znanega, ker o njih priča Odiseja. Ta med drugim pripoveduje o aojdosu Demodoksu, ki je pel o sporu med Odisejem in Ahilom, o ljubezni med Afrodito in Aresom ter o bojni zvijači z lesenim konjem. Zdi se, da so se razločevali od omenjenih rapsodov in od kasnejših srednjeveških trubadurjev. Vsak aojdos je imel stalno mesto na katerem izmed številnih dvorov. 
Očitno je vsak aojdos nekaj podedoval od svojih prednikov in tu pa tam kaj spreminjal in dodajal. Bržčas so drug drugemu sporočali svoje pesmi. Od osmega stoletja pred našim štetjem ustno, odtlej tudi pisno. 

## Povezava s Homerjem
Viri pripovedujejo o genosu na otoku Hiosu, katerega člani so se sami imenovali homeridai. Bojda so bili Homerjevi potomci in so izročali pesmi iz roda v rod. Nekateri izvedenci menijo, da gre prav tukaj iskati najbolj verjetno razlago o načinu, kako so se oblikovale Homerjeve pesnitve. 